# 莱内-尼古拉
莱内-尼古拉是爱沙尼亚莱内县的一个乡村型市镇。行政中心为塔埃布拉。市镇面积为1,449平方公里，2021年时人口数量为7,155人。

## 行政管理
莱内-尼古拉市镇是在2013年市镇议会选举后通过合并原先三个市镇而成的。2017年爱沙尼亚行政改革后，原莱内-尼古拉市镇、庫拉馬市镇、馬爾特納市镇、諾阿羅齊市镇、訥瓦市镇合并成新的莱内-尼古拉市镇。
新的市镇包括个3小镇和114个村庄。